# Als een gek
Als een gek is een hoorspel naar een toneelstuk van Jerzy Przeździecki. Het werd vertaald door Coert Poort en de NCRV zond het uit op maandag 7 juli 1975, van 22:43 uur tot 23:55 uur. De regisseur was Johan Wolder.

## Rolbezetting
- Jan Borkus (Sebastiaan Haslet)
- Lies de Wind (Sophie, zijn vrouw)
- Corry Arends (Barbara, zijn dochter)
- Ad Fernhout (Edmond, haar verloofde)
- Peter Aryans (Sprinker, zijn vriend)
- Ineke Swanefelt (Eva Tinsel, zijn minnares)
- Bert Dijkstra (Dr. Buntzlauber)
- Ine Veen (juffrouw Snoes)
- Bob Verstraete (meneer Bauer)
- Donald de Marcas (een ambulancedokter)
- Conny van Leeuwen (een secretaresse)
- Jos Lubsen (een stem)

## Inhoud
Sebastian Haslet kan zijn leven niet aan. Hij heeft het een of ander onbenullig baantje op een kantoor en droomt ervan nog eens een eigen stal te kunnen beginnen, want zijn grote liefde is: de koe! Op een dag valt hij met zijn hoofd op zijn bureau. Hij blijft op de grond liggen. Zij collega’s schrikken zich een ongeluk. Men vreest dat hij misschien wel gek geworden kan zijn “na zo’n opdonder... Hersenen zijn gevoelige instrumenten.” Haslet hoort alles en maakt van deze nieuwe situatie gebruik om voor gek te spelen. Hij vlucht uit de realiteit, bewust en onbewust, want hij is eigenlijk al een beetje gek. Na die klap is hij zich echter bewust dat dit de kans van zijn leven is…